# Agnese dolce Agnese
Agnese dolce Agnese è il settimo album di Ivan Graziani pubblicato nel 1979.

## Il disco
Il titolo dell'album è tratto dal brano Agnese, molto simile alla canzone A Groovy Kind of Love, già eseguita da diversi interpreti (tra i quali I Camaleonti, in versione italiana) e successivamente portata al successo da Phil Collins: entrambi i brani (A Groovy Kind of Love e il pezzo autonomamente composto da Graziani) si richiamano al rondò della Sonatina op. 36 n. 5 in Sol maggiore, terzo movimento, di Muzio Clementi (1751-1832).
Il primo verso della canzone Agnese, «Se la mia chitarra piange dolcemente», è un esplicito riferimento alla canzone dei Beatles While My Guitar Gently Weeps, scritta e cantata da George Harrison.

## Tracce
1. Taglia la testa al gallo – 4:02
2. Fame – 3:50
3. Veleno all'autogrill – 4:10
4. Il piede di San Raffaele – 3:58
5. Doctor Jeckill e mister Hyde – 4:43
6. Agnese – 3:42
7. Il prete di Anghiari – 4:25
8. Fuoco sulla collina – 4:41
9. Modena Park – 4:44
10. Canzone per Susy – 5:10

## Formazione
- Ivan Graziani – voce, cori, chitarra
- Claudio Maioli, Fabrizio Foschini – pianoforte e tastiera
- Gilberto "Attila" Rossi, Walter Calloni – batteria
- Silvano D'Auria – sintetizzatore, ARP
- Bob Callero, Beppe Pippi – basso
- Maurizio Preti – percussioni
- Fabio Treves - armonica